# MCM2
Фактор лиценцирање ДНК репликације MCM2 је протеин који је код људи кодиран MCM2 геном.
Протеин кодиран овим геном је један од високо конзервирањих протеина одржавања мини-хромозома (MCM) који учествују у иницијацији репликације еукариотског генома. Хексамерни протеински комплекс формиран од MCM протеина је кључна компонента пререпликационог комплекса. Он учествује у формирању репликационих виљушки и регрутацији других сродних протеина репликације ДНК.